# Hubert Goltzius
Pour les articles homonymes, voir Goltzius.
Hubert Goltzius (ou Hubert Goltz), né le 30 octobre 1526 à Venlo (Provinces-Unies) ou le 3 novembre 1526 à Wurtzbourg (Saint-Empire romain germanique) et mort le 24 mars 1583 à Bruges (Comté de Flandre), est un graveur, peintre et médailleur néerlandais.
Il est le cousin du peintre et graveur Hendrik Goltzius.

## Biographie
Le biographe flamand du XVIIe siècle Carel van Mander établit dans son Schilder-boeck (1604) que Huber Goltzius est né le 30 octobre 1526 à Venlo (Provinces-Unies) de parents originaires de Wurtzbourg en Bavière (Saint-Empire romain germanique), tandis que A. Montballieu, qui a publié plusieurs articles à la fin du XXe siècle estime que la date de naissance est le 3 novembre 1526, à Wurtzbourg. Le RKD et la Bibliothèque nationale de France reprennent ces deux possibilités, ; cette dernière ajoute que Hubert est le fils de Roger Goltz et le petit-fils de Hubert Goltz dit le Vieux.
Son père lui enseigne la peinture, puis Hubert devient l'élève de Lambert Lombard, à Liège, qui lui enseigne aussi l'imprimerie et la gravure. Il se lie d'amitié avec Abraham Ortelius, avec qui il voyage à travers les Pays-Bas, l'Allemagne et la France pour étudier la numismatique et l'art des médailleurs. De 1546 à 1558, il vit à Anvers, où il travaille sur un livre de gravures d'antiquités appelé Medaglien oft tronien der Roomsche Keysers (« Médaillons ou bustes d'empereurs romains »),,. Cet ouvrage lui vaut d'être nommé peintre de la maison d'Espagne par Philippe II.
Il s'installe à Bruges en août 1558, où il obtient peu après d'ouvrir son imprimerie, un atelier de taille-douce et de typographie,. Il publie Caius Julius Caesar, ou une histoire des Empereurs romains en médailles en 1563 et The life of Julius Caesar en 1566. En 1567, il publie Fastos, ouvrage pour lequel il est fait citoyen d'honneur par le conseil de Rome, puis Caesar Augustus en 1574. Il produit en 1576 un dernier ouvrage portant sur les empereurs grecs en médaillons.
Goltzius s'est marié à plusieurs reprises. Sa première épouse est Lysbeth Verhulst, la sœur de Mayken et Barbara Verhulst, respectivement mariées aux peintres Pieter Coecke van Aelst et Jacob de Punder,,. Goltzius collabore occasionnellement avec son beau-frère Jacob de Punder pour certaines commandes.
Antonis Mor a exécuté deux portraits de Goltzius en échange de son livre de médaillons. Ces peintures, de même que les livres, sont tous honorés dans divers poèmes néerlandais. Melchior Lorck a exécuté un portrait gravé de Goltzius qui est destiné au dernier livre (1576) mais est également utilisé hors de cette publication.
Goltzius a peint le Jugement dernier pour le tribunal de la mairie de Venlo en 1557, où il est toujours exposé aujourd'hui,. Il se lie d'amitié avec Christophe Plantin à partir de 1557. Il a voyagé en Italie de 1558 à 1560 pour inventorier ou dessiner des médailles et au Saint-Empire romain germanique en 1570,.

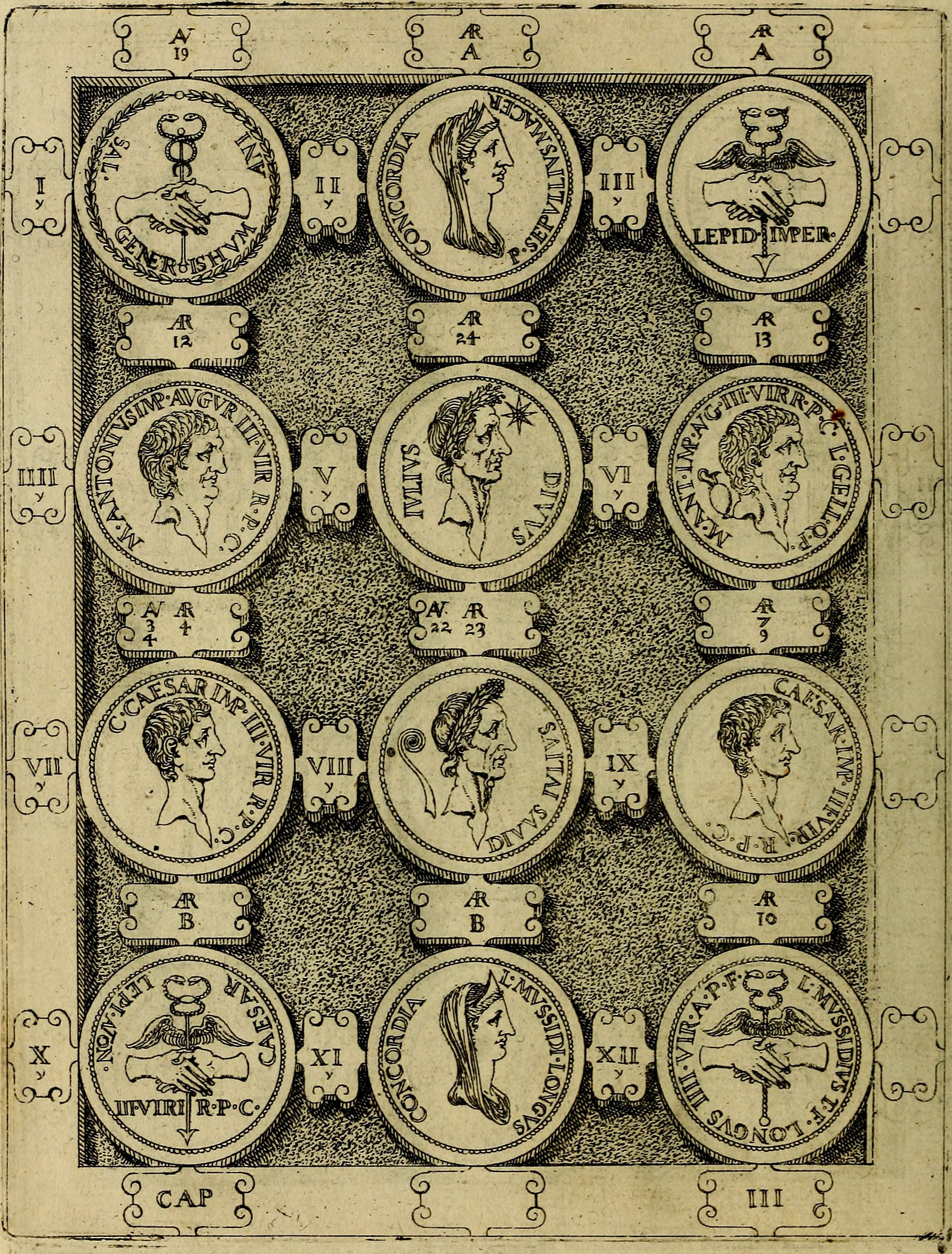
Page de C. Ivlivs Caesar - sive Historiae imperatorvm Caesarvmqve romanorvm ex antiqvis nvmismatibvs restitvtae liber primvs; accessit C. Ivlii Caesaris vita et res gestae (1563)

On n'a plus aucune trace d'activité de son imprimerie entre 1568 et 1573, date à partir de laquelle il n'imprime que ses propres ouvrages.
Alors que Marc Laurin, seigneur de Watervliet s'était engagé à racheter une partie de son matériel et de ses ouvrages, celui-ci se ruine et meurt en 1581, laissant Goltzius dans une situation financière difficile ; le procès intenté au frère de Laurin n'est gagné que longtemps après sa mort par ses descendants.
Hubert Goltzius meurt le 24 mars 1583 à Bruges.

## Œuvre
Hubert Goltzius peint principalement des sujets d'histoire et des portraits.